# Eva Mudocci
Eva Mudocci, née Evangeline Hope Muddock (1872-1952), est une violoniste anglaise qui a accompagné en Europe la pianiste Bela Bates Edwards. Elle était l'amie et probablement l'amante de l'artiste Edvard Munch.

## Biographie

### Jeunesse
Evangeline Hope Muddock, naît en 1872 à Brixton en Angleterre. Elle est la fille du journaliste et écrivain Joyce Emmerson Preston Muddock et de sa femme Lucy Mary Hann, une violoniste.

### Carrière
Eva Mudocci commence à jouer du violon en public à l'âge de neuf ans, en tant que Mlle Rose Lynton, ce qui lui vaut d'être connue dès la première décennie de sa carrière.
Enfant, elle se produit à l'échelle régionale et nationale en Angleterre. Elle fait ses débuts formels, le 23 mai 1891, au Prince's Hall dans une mise en scène qui alterne solos pour violon, chants et quatuor du compositeur Louis Spohr.
Par la suite, elle rencontre la pianiste Bella Edwards, avec qui elle vit et joue pendant cinq ans. Elle fait une tournée en Europe avec elle, ce qui lui vaut les éloges de la critique,.

### Vie personnelle
Eva Mudocci et Edvard Munch se rencontrent en 1903, lorsqu'ils sont présentés à Paris par le compositeur Frederick Delius, un ami de Munch,,. Il est vraisemblable que Mudocci et Munch deviennent amants, et que cette relation se poursuit jusqu'en 1908-1909, puis qu'ils sont restés en contact jusqu'en 1927. Eva Mudocci, qui est décrite comme une lesbienne et Bella Edwards sont aussi amantes et ont également un partenariat musical professionnel. Edvard Munch fait trois lithographies de Mudocci, dont une avec Edwards. Mudocci était une muse pour Henri Matisse, ainsi que Munch.
En décembre 1908, elle donne naissance à des jumeaux, Isobel et Kai, dans une clinique privée à Nykøbing Falster au Danemark. Il est émis l'hypothèse que Munch, que l'on croyait mort sans enfant, était le père des jumeaux et, en 2012, la petite-fille d'Eva Mudocci, Janet Weber, se dit prête à entreprendre des tests ADN pour prouver cela,.

### Décès et héritage
Eva Mudocci meurt en 1953. Un tableau inachevé, intitulé Portrait d'Eva Mudocci, dans la collection du musée Flaten Art au St. Olaf College (en), à Northfield, dans le Minnesota, aux États-Unis, est généralement accepté comme étant celui d'Eva Mudocci, et probablement peint vers 1904-1905, mais l'opinion est partagée sur le fait que ce soit ou non par Munch,. En 1959, le tableau est vendu par la succession de l'illustrateur danois Kay Nielsen, un ami proche de la famille Mudocci. En 1984, Andy Warhol crée une œuvre d'art en acrylique et sérigraphie sur toile, baptisée Eva Mudocci (d'après Munch).

## Galerie

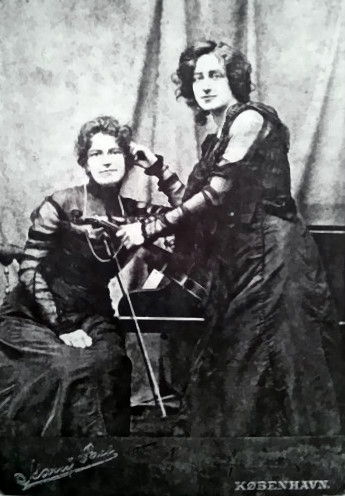
Eva Mudocci et Bella Edwards.
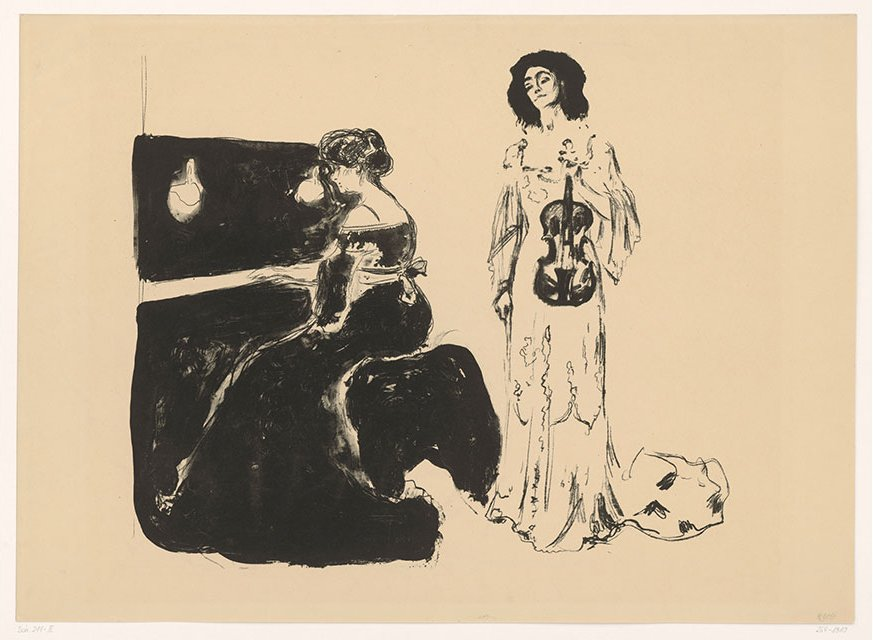
Violin Concert, lithographie d'Edvard Munch (1903).